# Brentwood, New Hampshire

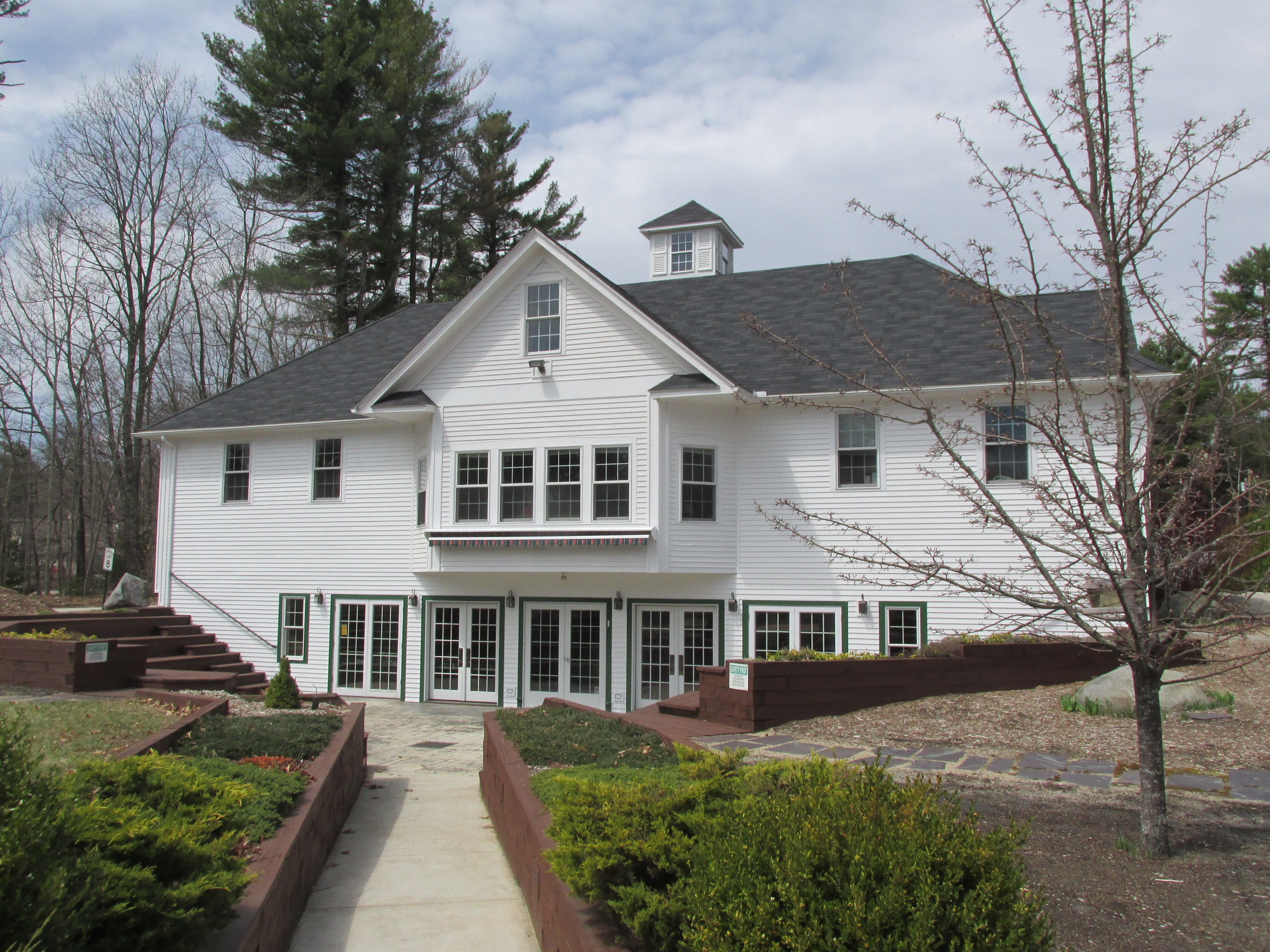

Brentwood är en kommun (town) i Rockingham County i New Hampshire i USA med en yta av 44,0 km² och en befolkning som uppgår till 4 486 invånare (2010). Brentwood är huvudort i Rockingham County.